# 858
Раннє Середньовіччя •  Епоха вікінгів •  Золота доба ісламу •  Реконкіста

## Геополітична ситуація
У Східній Римській імперії триває правління Михаїла III. Володіння Каролінгів розділені на п'ять королівств: Західно-Франкське королівство, Східно-франкське королівство, Лотарингію, Італію та Прованс. Північ Італії належить Італійському королівству, Рим і Равенна під управлінням Папи Римського, герцогства на південь від Римської області незалежні, деякі області на півночі та на півдні належать Візантії. Піренейський півострів, окрім Королівства Астурія та Іспанської марки, займає Кордовський емірат. Вессекс підпорядкував собі більшу частину Англії, почалося вторгнення данів. Існують слов'янські держави: Перше Болгарське царство, Велика Моравія, Блатенське князівство.
Аббасидський халіфат очолив аль-Мутаваккіль. У Китаї править династія Тан. Значними державами Індії є Пала, Пратіхара, Чола. В Японії триває період Хей'ан. Хозарський каганат підпорядкував собі кочові народи на великій степовій території між Азовським морем та Аралом. Територію на північ від Китаю захопили єнісейські киргизи.
На території лісостепової України в IX столітті літописці згадують слов'янські племена білих хорватів, бужан, волинян, деревлян, дулібів, полян, сіверян, тиверців, уличів. У Північному Причорномор'ї співіснують різні кочові племена, зокрема булгари, хозари, алани, тюрки, угри, кримські готи. Херсонес Таврійський належить Візантії. Аскольд і Дір, можливо, вже правлять у Києві.

## Події
- Король Західного-Франкського королівства Карл Лисий вів боротьбу з вікінгами, які продовжували здійснювати розбійницькі напади в долинах Сени і Луари. Однак проти нього збунтувала знать Нейстрії, на заклик якої в Західне королівство через Лотарингію ввів війська король Східного Франкського королівства Людовик II Німецький.
- Після триденного протистояння військ братів-королів Карл Лисий, не довіряючи своїм силам, утік в Бургундію. Людовик II Німецький почав правити Західним королівством, однак духівництво на чолі з Гінкмаром заступилося за Карла, і в січні наступного року Людовик вивів війська.
- 24 квітня Святий Миколай I Великий (†13 листопада 867) за сприяння Римської імперії Людовика ІІ Молодшого був обраний сто шостим папою Римським.
- Інтриги у Візантії завершилися перемогою поміркованого крила. Патріарха Ігнатія змістили з катедри і замість нього призначили Фотія. Ігнатій звернувся зі скаргою до Папи Римського.
- Під цим роком у Паннонському житії Кирила, який був направлений візантійським імператором Михаїлом III у місіонерську подорож до Причорномор'я, засвідчено існування писемності на Русі[1].
- Дональд I зійшов на трон Шотландії.
- Японію очолив 9-річний імператор Сейва, фактично державні справи контролював рід Фудзівара.

## Померли
- 13 лютого — Кеннет I, король Шотландії.
- 17 квітня — Бенедикт III (Папа Римський)